# Matilda Keyser
Matilda Karolina Vilhelmina Keyser, född 24 november 1875 i Stockholm, död där 16 december 1948, var en svensk opera- och operettsångerska.
Matilda Keyser kom från Kungliga teaterns balettskola 1891 till Stora teatern i Göteborg, var sommaren 1893 knuten till Djurgårdsteatern och framträdde under de följande åren på konserter i svenska landsorten och Danmark. Verkligt uppmärksammad blev hon först 1897 som Carmen vid Mauritz Fröbergs operettsällskap. Efter dettas upplösning var hon 1898–1900 anställd hos Oscar Lomberg, 1900–1901 hos Emil Linden och 1901–1904 hos Albert Ranft. Keyser hade en äkta svensk, klar och hög sopran samt ett varmt och innerligt temperament. Om räckvidden av hennes begåvning vittnar roller som Carmen, Mignon, Louise, Julia i Romeo och Julia, Margaretha i Faust, Violetta i La Traviata, Gilda i Rigoletto, Susanna i Figaros bröllop, Nedda i Pajazzo, Marie i Regementets dotter, Rose Friquet i Villars dragoner, Saffi i Zigenarbaronen och O Mimosa San i Geishan.